# منطقه ۱ شهرداری کرج
منطقه ۱ شهرداری کرج یکی از مناطق ده‌گانه شهر کرج است که در شمال شرقی این شهر واقع است.

## جغرافیا
این منطقه ۱۲۸۹۴۳ نفر جمعیت دارد.
مساحت منطقه ۱ شهرداری کرج ۸۵۹۴۰۵۶ متر مربع است که ۴٬۹۱ درصد مساحت شهر کرج را پوشش می‌دهد.
این منطقه از شمال به ارتفاعات بیجی کوه، از شرق به منطقه ۱۱، از جنوب به منطقه ۹ و خیابان بهشتی، و از غرب به منطقه ۸ (بلوار طالقانی) محدود می‌گردد.

موقعیت منطقه ۱ در نقشه شهر

خیابانهای منطقه ۱

منطقه ۱ شهرداری کرج دارای ۴ محله به شرح زیر است:
- زورآباد
- عظیمیه (طالقانی شمالی)
- خیابان بهار
- خیابان برغان

## شهرداری
شهردار این منطقه درحال حاضر محمد گروسی است. و دفتر شهرداری در محله عظیمیه قرار دارد.
۲ اداره و ۴ معاونت  زیر مجموعه این شهرداری هستند که مسئول رسیدگی به مسائل این منطقه شهری هستند، که عبارتند از:
- اداره حقوقی، امور پیمان‌ها
- اداره برنامه‌ریزی و سرمایه انسانی
- معاونت مالی و اقتصادی
- معاونت امور عمرانی و ترافیک
- معاونت خدمات شهری
- معاونت شهرسازی و معماری